# SD40型柴油机车
SD40型柴油机车是美国通用汽车易安迪公司（GM-EMD）在1966年推出的一款柴油机车，主要竞争对象是通用电气公司的U30C型柴油机车，以及美国机车公司的世纪630型柴油机车。
在1960年代中期以前，电力传动柴油机车大多采用直流电力传动装置，由柴油机带动直流牵引发电机并向直流牵引电动机供电。1960年代起，柴油机车对于单机功率的要求不断提高，但直流发电机受到整流子换向条件和体积尺寸的限制，使直流牵引发电机的功率很难超过3000马力，因此导致了新一代交—直流电传动装置的诞生。这种传动装置利用交流牵引发电机，通过硅整流装置使交流电变为直流电，然后再向直流牵引电动机供电。
1965年，易安迪公司宣布同时推出9款标准型柴油机车，这一系列的机车实现了高度的标准化，全部采用全新的645系列柴油机，功率等级范围为1000～6000马力，3000马力以上的机车均采用交流牵引发电机，SD40型柴油机车就是该系列当中其中一款车型。SD40型柴油机车实际上是GP40型柴油机车的六轴版本，并作为取代SD35型柴油机车的换代车型。易安迪在SD40型柴油机车的基础上，还因应铁路公司的需求开发出装备蒸汽取暖锅炉的SDP40型柴油机车、加大燃油箱容量的SD40A型柴油机车、装用20缸发动机的SD45型柴油机车等车型。1972年，同级后继产品SD40-2型柴油机车投入生产后，SD40型柴油机车亦从易安迪产品序列中取消而停产。
1966年1月至1972年7月，易安迪公司与旗下的通用汽车柴油机公司共制造了1,268台SD40型柴油机车。美国本土的铁路公司订购了856台机车，主要用户包括联合太平洋铁路、南太平洋铁路、密苏里太平洋铁路、宾夕法尼亚铁路、 切薩皮克與俄亥俄鐵路、诺福克和西部铁路、芝加哥和西北铁路、克林奇菲尔德铁路等。美国国外的用户则包括加拿大国家铁路、加拿大太平洋铁路、魁北克北海岸和拉布拉多铁路，以及墨西哥国家铁路、巴西联邦铁路、几内亚铝土矿公司等。
SD40型柴油机车是干线货运用的六轴柴油机车，采用单司机室、底架承载结构、双侧外走廊的罩式车体，车体上部自前向后由电气室、司机室、动力室、冷却室四部分组成，其中电气室一端称为短罩端，动力室和冷却室一端称为长罩端。机车走行部为两台“Flexicoil”三轴转向架，二系悬挂采用扰度较大的螺旋圆弹簧，以改善机车的运行品质和线路适应性；基础制动装置与上一代车型相比，由双侧铸铁闸瓦改为单侧合成闸瓦，每台转向架上的制动缸数量由六个减少到四个，大大简化了基础制动装置的结构。
动力装置为一台3000马力的16-645E3型柴油机，这是一款16气缸、二冲程、水冷式、涡轮增压的V型柴油机，气缸直径为9-1/16英寸（230.2毫米），活塞行程为10英寸（254毫米），额定最高转速为每分钟900转。传动系统采用交—直流电传动，柴油机输出轴通过联轴器驱动一台AR10型交流发电机，发出的交流电通过大功率硅整流装置转换为直流电，然后供给六台D77型直流牵引电动机。机车设有恒功率励磁调节系统，采用一个可变电阻的负荷调整器，使发电机励磁电流随着负载自动调节，保证牵引发电机随时保持恒功率运转，并且达到充分利用柴油机功率的目的。